# Эрнст Карл Австрийский
Эрнст Карл Феликс Мария Райнер Готфрид Кириак Австрийский (нем. Ernst Karl Felix Maria Rainer Gottfried Cyriak von Österreich; 8 августа 1824 — 4 апреля 1899) — австрийский военный деятель, представитель династии Габсбургов-Лотарингских.

## Происхождение
Второй сын эрцгерцога Райнер Иосифа Австрийского, вице-короля Ломбардо-Венецианского королевства и Елизаветы Савойской.

## Военная карьера
Эрнст Карл начал свою военную карьеру в гарнизоне в Милане, а в 1845 году был произведён в полковники и назначен командиром 48-го пехотного полка. В 1847 году он был повышен до генерал-майора. В 1848 году Эрнст Карл участвовал в революции 1848 года в Милане, когда австрийские войска вынуждены были уйти из города. В 1849 году Эрнст Карл был направлен со своим полком в Тоскану и сумел покорить Ливорно в течение короткого времени, чтобы разогнать войска Джузеппе Гарибальди. За эту деятельность он был в 1850 году удостоен Креста военных заслуг и повышен в звании до фельдмаршал-лейтенанта.
В 1850-х годах войска под командованием Эрнста Карла были размещены в Братиславе, а с 1858 года — в Будапеште, где он был назначен командиром кавалерийского корпуса. В 1866 году он участвовал в военных действиях в нынешней Чехии.
В 1867 году Эрнст Карл получил звание генерала кавалерии, а в 1868 году вышел в отставку. 
Он жил частично с семьей своего брата Райнера, а частично в так называемом «Фюрстенхаусе» на Альтфатер в Арко. Там он и умер в 1899 году от пневмонии. Эрнст был похоронен в склепе Фердинанда в крипте капуцинов в Вене.
Кавалер ордена Золотого руна (1844).

## Семья
Эрцгерцог утверждал, что 26 апреля 1858 года в Лайбахе он женился на венгерской дворянке Лауре де Фелике (6.7.1826, замок Bessenyö — 18.10.1865, Вена). 
В этом браке родилось четверо детей, которые носили фамилию фон Валльбург:
- Лаура фон Валльбург (17 января 1859 — после 1911), замужем не была. Детей не имела.
- Эрнест Генрих Карл фон Валльбург (17 января 1859 — 16 февраля 1920), 15 мая 1890 года женился на Марии Шаден. Супруги имели 6 детей.
- Генрих фон Валльбург (27 июня 1861 — 2 февраля 1888), женат не был. Детей не имел.
- Клотильда фон Валльбург (12 августа 1863 — 1 июля 1953), была дважды замужем. Имела 3 детей от первого брака.

После смерти эрцгерцога его дети пытались претендовать на часть имущества покойного в судах. Однако дело развалилось, поскольку представленный брачный документ оказался подделкой. В 1908 году Франц Иосиф приказал внести изменения в записи о крещении фон Валльбургов, присвоив им фамилию их матери Skublics на том основании, что их родители никогда не состояли в браке.